# Kinderadditive
Neben dem Kindergeld und den Kinderfreibeträgen gibt es im Einkommensteuergesetz und im Eigenheimzulagengesetz eine Vielzahl anderer kindbedingter Steuervergünstigungen; diese nennt man auch Kinderadditive.
Voraussetzung ist jeweils, dass der Steuerpflichtige für ein zu berücksichtigendes Kind Kindergeld oder einen Kinderfreibetrag erhält.

## Gesetzliche Regelungen in Deutschland

### Einkommensteuergesetz
- Abzug der Kinderbetreuungskosten (vormals § 4f EStG)
- Abzug des Schulgeldes als Sonderausgaben (§ 10 Abs. 1 Nr. 9 EStG)
- Entlastungsbetrag für Alleinerziehende (§ 24b EStG)
- Verminderung des Prozentsatzes der zumutbaren Belastung bei den außergewöhnlichen Belastungen (§ 33 Abs. 3 EStG)
- Aufwendungen für eine Haushaltshilfe (Haushaltsnahe Dienstleistung, vormals § 33a Abs. 3 Nr. 1 b und Nr. 2 EStG)
- Freibetrag für Ausbildungs-Sonderbedarf (§ 33a Abs. 2 EStG)
- Übertragung des dem Kind zustehenden Behinderten- bzw. Hinterbliebenenpauschbetrags (§ 33b Abs. 5 EStG)
- Baukindergeld (§ 34f EStG)
- Bemessung von (Solidaritätszuschlag und Kirchensteuer) unter Berücksichtigung des Kinderfreibetrags auch bei Anspruch auf Kindergeld (§ 51a  EStG)
- Kinderzulage nach dem Altersvermögensgesetz (§ 85 EStG)

Das Bundesverfassungsgericht (BVerfG) hat die Regelungen, wie sie vormals für den Abzug von Kinderbetreuungskosten wegen Erwerbstätigkeit in § 33c Abs. 1 bis 4 EStG und für den Haushaltsfreibetrag in § 32 Abs. 3 und Abs. 4 EStG 1984 (später § 32 Abs. 7 EStG) vorgesehen waren, für verfassungswidrig erklärt.
Auch die Kürzung der einkommensteuerlichen Freistellung der erwerbsbedingten Kinderbetreuungskosten alleinerziehender Elternteile um eine zumutbare Belastung nach § 33 Abs. 3 EStG hat das BVerfG für verfassungswidrig erklärt; siehe aber hierzu auch den betreffenden Abschnitt im Artikel „Kinderbetreuungskosten“.

### Eigenheimzulagegesetz
- Kinderzulage bei der Eigenheimzulage (§ 9  Abs. 5 EigZulG)